# Kees Verheul
Kees Verheul (Hengelo, 9 februari 1940 – Blaricum, 16 maart 2024) was een Nederlands slavist, essayist, romanschrijver en vertaler.

## Leven en werk
Hij was zoon van Spoorwegambtenaar Cornelis Andreas Verheul en Maria Wilhelmina.Stil 
Verheul studeerde Engels en slavistiek aan de Universiteit Utrecht. Hij promoveerde aan de Universiteit van Amsterdam op het proefschrift The theme of time in the poetry of Axmatova (Het thema tijd in de dichtkunst van Anna Achmatova). Hij was van 1979 tot zijn pensionering op 16 december 2005 docent Russische Letterkunde aan de Rijksuniversiteit Groningen. Verheul vertaalde poëzie van Anna Achmatova, Osip Mandelstam, Innokenti Annenski en Joseph Brodsky, de memoires van Nadezjda Mandelstam en een aantal boeken van Andrej Platonov.
Verheul was bevriend met Joseph Brodsky. Samen met Frans Kellendonk vertaalde hij Brodsky's essaybundel Less than One (vertaald als: Tussen iemand en niemand). Hij droeg bij aan Russische vertalingen van poëzie van Martinus Nijhoff en Guido Gezelle en schreef in Russische tijdschriften over letterkundige onderwerpen. Ook publiceerde hij een aantal bundels met beschouwingen over Nederlandse en Russische letterkunde, dagboeken en het autobiografische boekje 'Een vierkant in de toendra'.
Hij schreef een aantal romans: Kontakt met de vijand (over zijn studietijd in Rusland), Een jongen met vier benen (een bildungsroman met homo- en pedoseksuele thematiek) en de (nog onvoltooide) familieromancyclus De Tutcheffs.
Verheul leverde ook bijdrages aan een cursus Russische literatuur voor middelbare scholen, getiteld Russkaja Literatura. Bloemlezing Russische Literatuur en Inleiding Proza en Poëzie. Een inleiding in de Russische literatuur - 20 analyses.
In de Nederlandse letteren behoort Kees Verheul met Karel van het Reve, Nico Scheepmaker, Nicoline van der Sijs en Johan Daisne tot de slavisten die buiten hun oorspronkelijke vakgebied zijn getreden. In 1977 kreeg Verheul de Busken Huetprijs voor Verlaat debuut en andere opstellen. In 1991 kreeg Verheul, samen met een aantal collega-vertalers, de Aleida Schot-prijs voor vertalingen van poëzie van Joseph Brodsky.
In het kader van 'Gedicht op de Muur' georganiseerd door Hengelo Leest, onthulde Verheul op woensdag 27 december 2023 op een muur aan de Anninksweg in zijn geboorteplaats Hengelo een paneel met daarop een citaat uit zijn novelle 'Een kleine knieval'. Drie maanden daarna overleed Verheul - 16 maart 2024 - in Blaricum. Hij woonde tot aan zijn dood in het Rosa Spier Huis te Laren.

## Cees Smit
Kees Verheul had in Cees/Kees Smit (overleden 2018) een levens- en schrijfpartner. Zij kenden elkaar van de middelbare school en trouwden in 1998. Verheul stelde dat er geen regel van hem gepubliceerd werd zonder dat Smit er naar gekeken had; hij noemde het een twee-eenheid.

## Publicaties (selectie)
- The theme of time in the poetry of Anna Axmatova (1971)
- Kontakt met de vijand (1975)
- Verlaat debuut en andere opstellen (1976)
- Antwoord van een buitenstaander (1981)
- Een jongen met vier benen (1982)
- Rusland begint bij de IJssel (1985)
- Een volmaakt overwoekerde tuin (1987)
- Villa Bermond (1992)
- De Tutcheffs (1992-...) (titel van de romancyclus)
  - Villa Bermond (1992)
  - Stormsonate (2006)
- Een vierkant in de toendra (1993)
- Het mooiste van alle dingen. Romeinse essays (1994)
- Dans om de wereld. Fragmenten over Joseph Brodsky (1997)
- Portret van Lucebert (1998)
- Een kleine knieval (1998)
- De dolende pen (2002)

### Vertalingen
- Anna Achmatova, Noordelijke elegie drie, Woubrugge: Avalon Pers, 1985. Geen ISBN
- Nadezjda Mandelstam, Memoires (1971)
- Osip Mandelstam, Wie een hoefijzer vindt, en andere gedichten (1974)
- Osip Mandelstam, Zwarte aarde (1976, met houtsneden van Guillaume le Roi)
- Andrej Platonov, De bouwput (1976)
- Innokenti Annenski, Stalen krekel. Tien gedichten uit Het cypressehouten kistje (1985)
- Joseph Brodsky, Tussen iemand en niemand. Essays (met Frans Kellendonk) (1987)
- Andrej Platonov, Een meester in wording (1987)
- Joseph Brodsky, Herfstkreet van de havik. Een keuze uit de gedichten 1971-1986 (1989) (meerdere vertalers, onder redactie en met een nawoord van Kees Verheul)